# Koelhoffsche Chronik
Koelhoffsche Chronik ist die Bezeichnung für die von Johann Koelhoff dem Jüngeren stammende Chronik über die Stadt Köln aus dem Jahre 1499. 

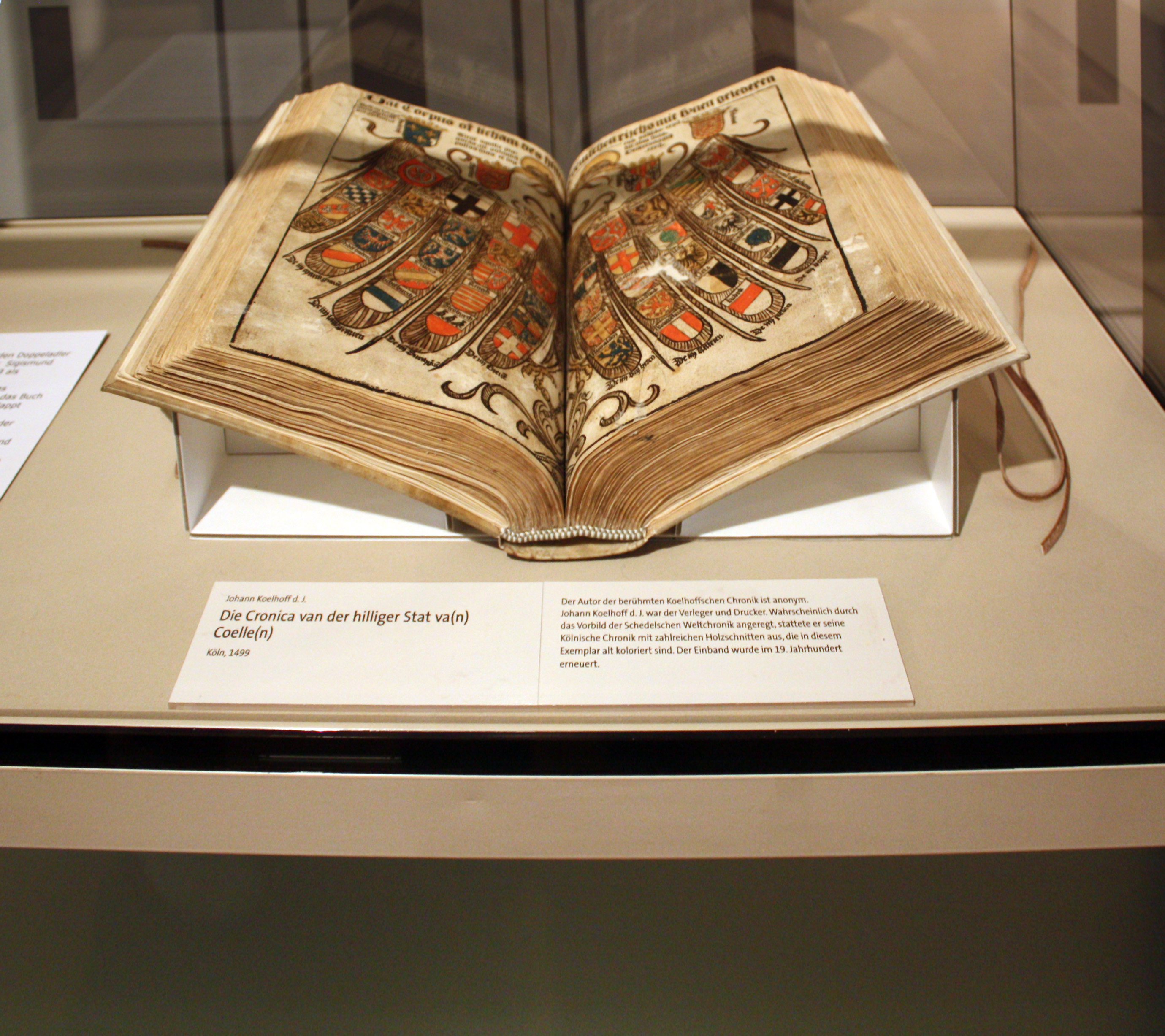
Die Koelhoffsche Chronik im Rheinischen Landesmuseum Bonn

## Vorbereitung
Johann Koelhoff der Jüngere übernahm spätestens im Juli 1493 die Offizin seines Vaters Johann Koelhoff der Ältere, ohne jedoch die verlegerische Leistung seines Vaters je zu erreichen. Ein drucktechnisch wie inhaltlich bedeutsames Werk machte jedoch den Sohn für alle Zeit berühmt – die nach ihm benannte so genannte Koelhoffsche Chronik. Hauptgrundlagen für dieses Werk waren insbesondere Gottfried Hagens Reimchronik der Stadt Köln von 1270 und die 1472 erschienene erste universalhistorische Stadtchronik Agrippina von Heinrich van Beeck, in der dieser das Wirken des Erzbischofs schilderte. Die Vorbereitungsarbeiten zur Koelhoffschen Chronik begannen bereits um 1494 und brachten Koehlhoff wohl in große finanzielle Schwierigkeiten, weil sie auf einer verlegerischen Fehlkalkulation beruhten. In die Vorbereitungsphase fiel nämlich der Verkauf des erst 1496 erworbenen  Hauses Ryle in der Hellen am 22. März 1499, das die Eheleute Koehlhoff fortan nur noch miethalber als Offizin nutzen konnten. Die Chronik scheint Koehlhoffs Geschäfte sogar in den Ruin getrieben zu haben, denn seine Druckertätigkeit hörte bereits nach ungefähr 6 Jahren auf.

## Veröffentlichung
Am 23. August 1499 veröffentlichte Koelhoff Die Cronica van der hilliger Stat van Coellen. Sie umfasst 355 beidseitig bedruckte Blätter im Format 25,6 × 34,4 cm mit 368 kolorierten Holzschnitten von 45 Holzstöcken, davon 12 fast oder völlig blattgroß und einer doppelblattgroß. Das annalistisch geordnete Werk verwendet wie sein weiteres Vorbild, die Weltchronik Hartmann Schedels, Holzschnitte zur Textillustration. Es gilt als erstes Druckerzeugnis der Kölner Stadtgeschichte, erschienen in einer Auflagenhöhe von etwa 250 Exemplaren. Die in ihr enthaltenen Nachrichten über die Stadt Köln ab der Mitte des 15. Jahrhunderts gelten als halbwegs verlässlich. Der Autor dieser typographisch meisterhaft gestalteten und universalhistorisch orientierten Stadtchronik ist unbekannt, wahrscheinlich handelt es sich um den aus Rheinbach stammenden Schulmeister Johann Stump. Der Autor der Chronik übt sowohl am Klerus als auch an weltlicher Obrigkeit Kritik, so dass das Werk drei Monate nach Erscheinen verboten und eingezogen wurde. Auf Veranlassung der Kirche mussten einige Seiten ausgetauscht werden. Die Koehlhoffsche Chronik erschien 1499 gleichzeitig auf dem Höhepunkt und auch zum Abschluss der spätmittelalterlichen Geschichtsschreibung über die Stadt.

## Inhalt

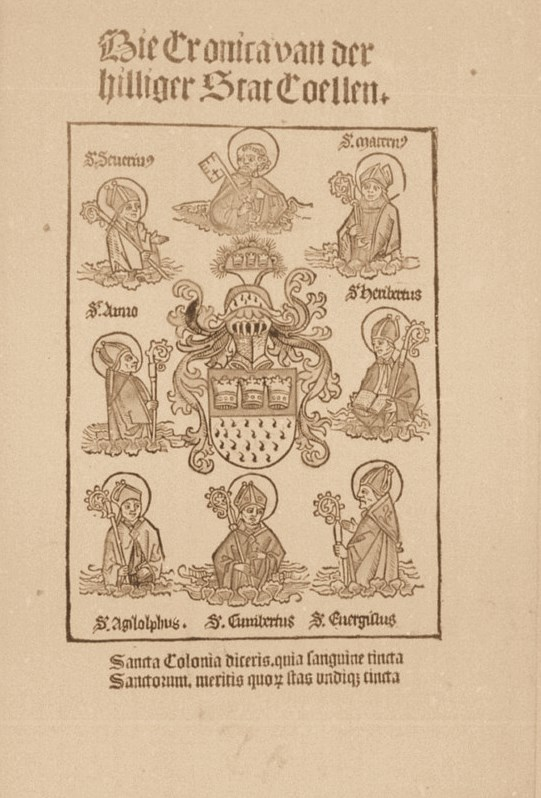
Koelhoffsche Chronik – Titelblatt mit Stadtwappen, Petrus und Kölner Heiligen
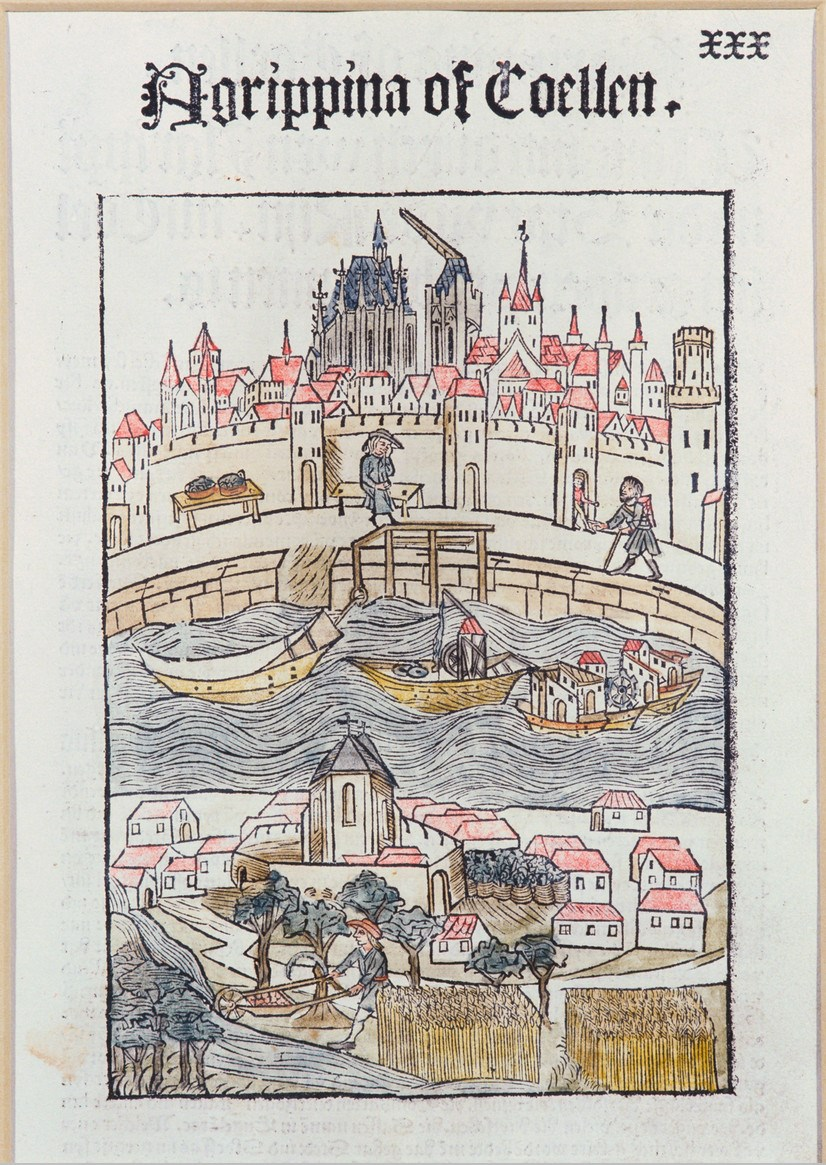
Koelhoffsche Chronik – Agrippina of (= oder) Coellen
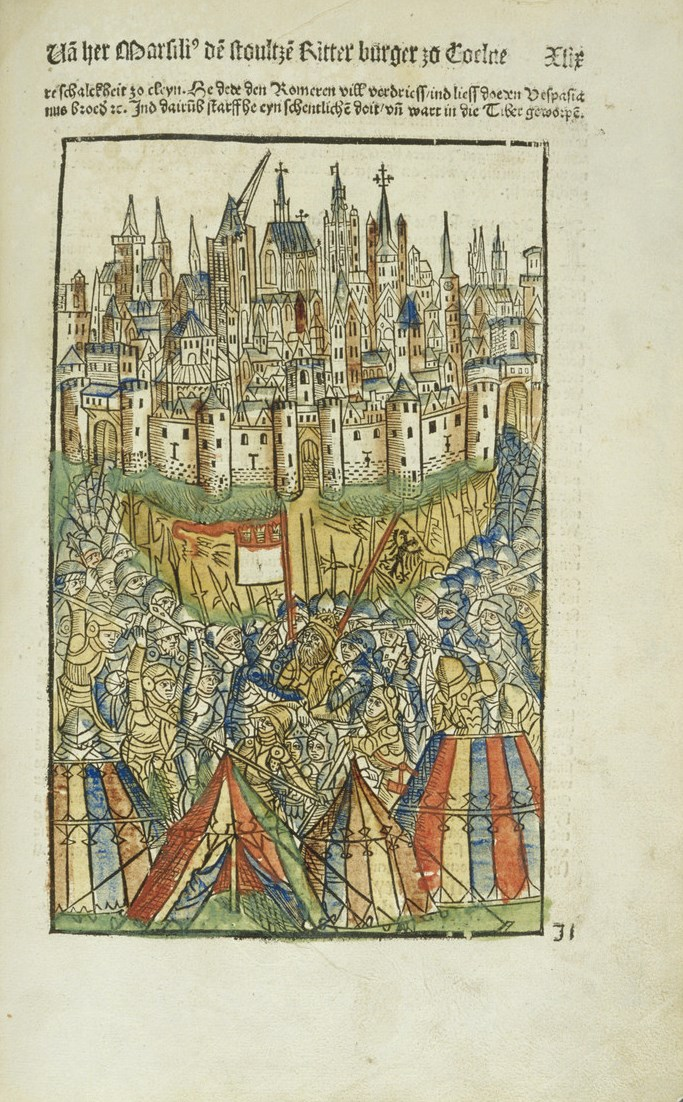
Koelhoffsche Chronik – Marsilius im Kampf gegen die Römer vor den Toren Kölns
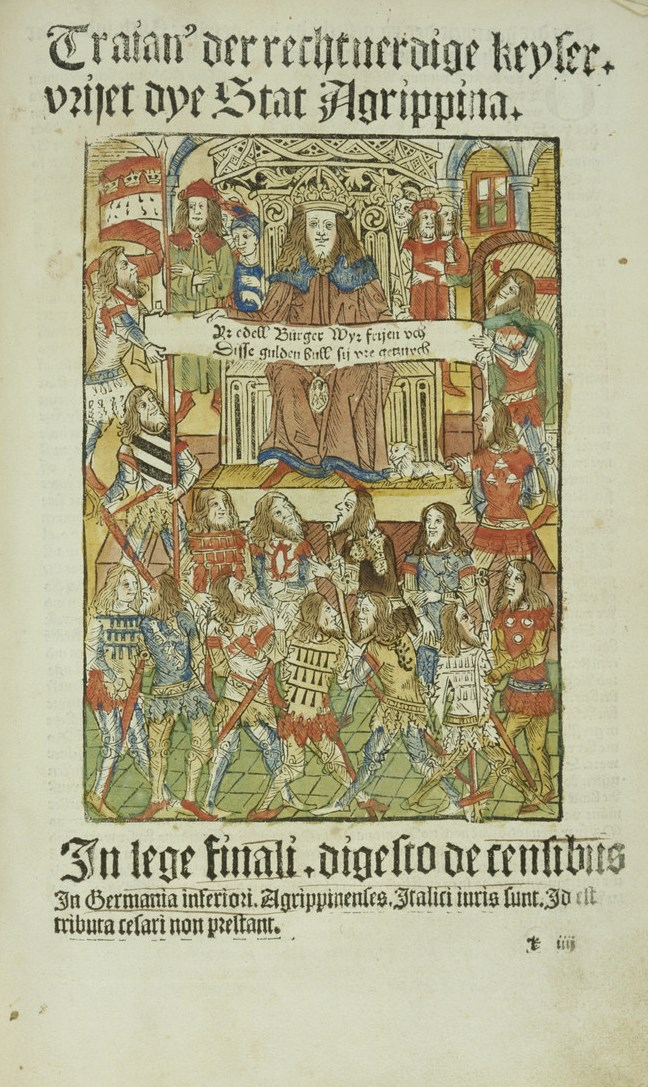
Koelhoffsche Chronik – Trajan wird in Köln zum Kaiser ernannt
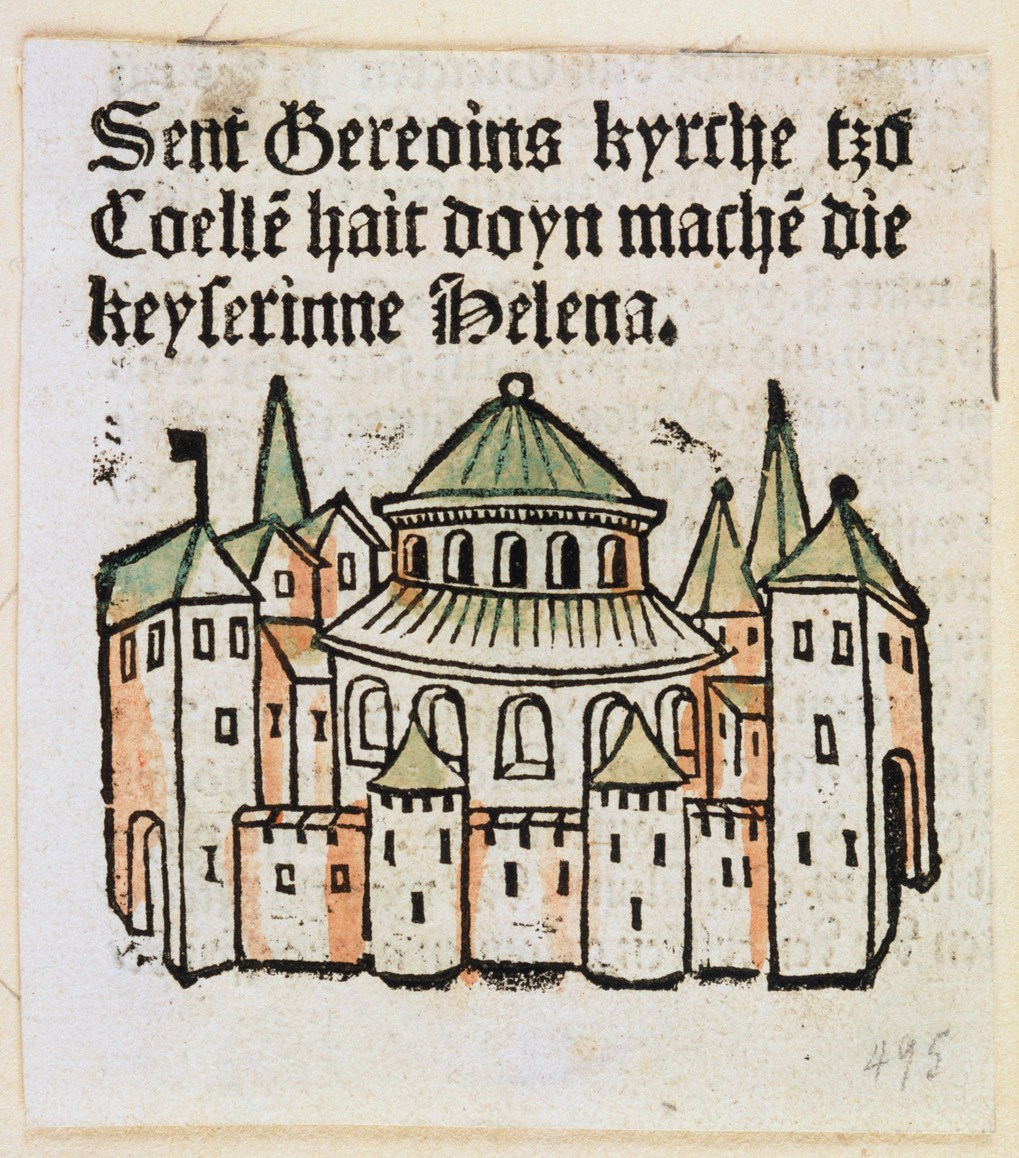
Koelhoffsche Chronik – St. Gereon und die Legende der Hl. Helena
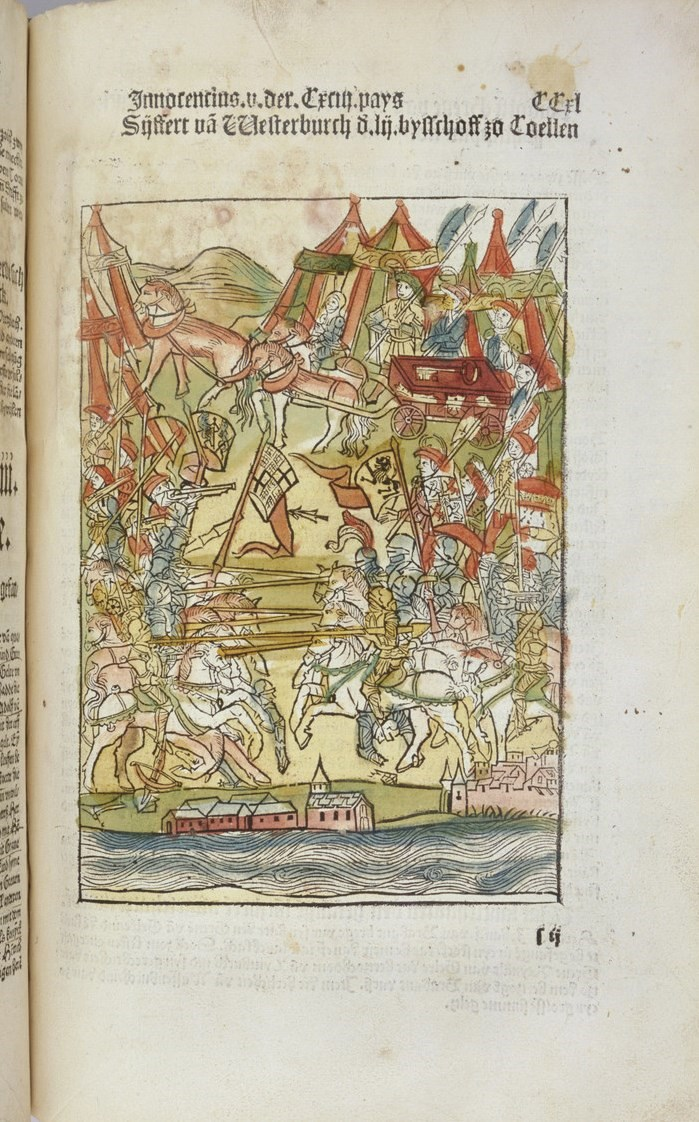
Koelhoffsche Chronik – Schlacht bei Worringen
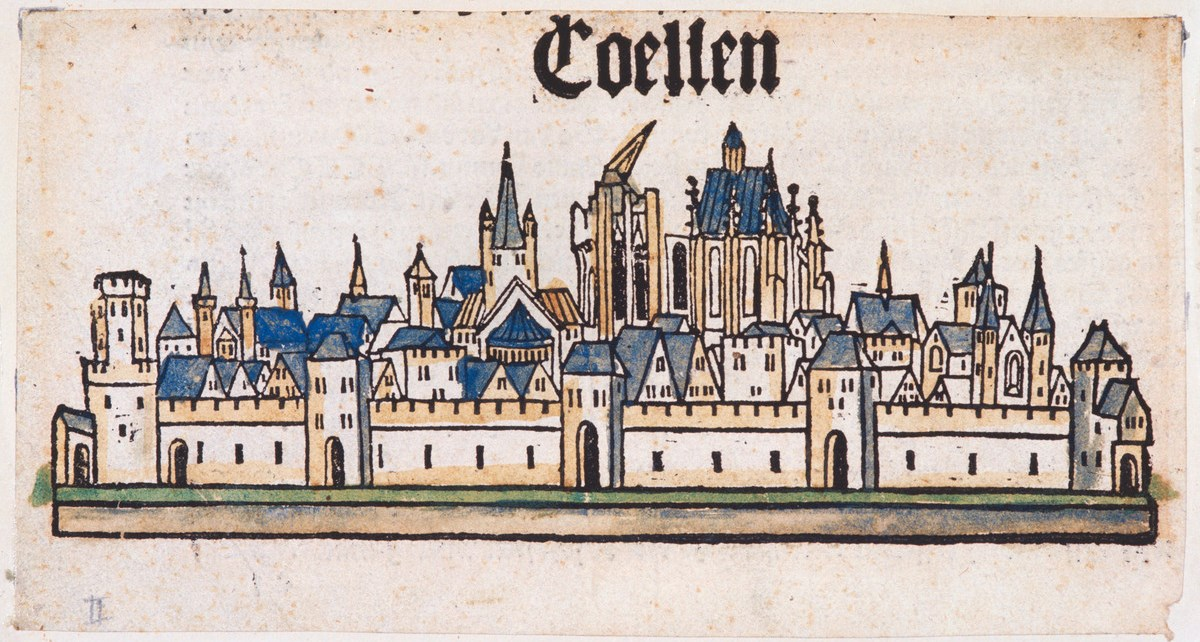
Koelhoffsche Chronik – Stadtansicht

Die Chronik berichtet in einer Kompilation verschiedener Textquellen über eine Vielzahl von zunächst weltweiten und dann erst Kölner Ereignissen und integriert die Geschichte Kölns in einen mit der Schöpfung („scheppunge“) beginnenden universalhistorischen Rahmen. Sie beginnt nämlich mit der Schöpfung von Eva bis zu deren Vertreibung aus dem Paradies (Blatt 7). Die auf die Kölner Geschichte bezogene Thematik fängt mit der Gründung Kölns in Blatt 30 an. Das Werk ist nach Kaisern, Bischöfen und Päpsten gegliedert, die fast alle vorgestellt werden. Ein Holzschnitt (Blatt 58) zeigt den römischen Kaiser Trajan unter einem Baldachin, zu seiner Rechten das Kölner Wappen. Seine drei Kronen symbolisieren die Heiligen Drei Könige, deren Gebeine die Stadt beherbergte. Die elf Flammen repräsentieren die 11000 Jungfrauen („ionfferen“), die an der Seite der heiligen Ursula von Köln auf der Rückkehr von einer Pilgerfahrt nach Rom vor den Toren der Stadt im Jahre 452 von den Hunnen umgebracht worden sein sollen und den Märtyrertod starben. Vor dem Thron des Kaisers Trajan sind die 15 alten kölnischen Patrizier-Geschlechter aufgeführt. Dieser Holzschnitt symbolisiert eine sich in Köln seit dem 13. Jahrhundert verfestigende Legende, wonach das Kölner Patriziat seine Herkunft von 15 aus hohem römischem Adel rekrutierenden Familien ableitet. Diese sollen von Kaiser Trajan unter Befreiung von Tributen nach Köln gesandt worden sein, um ihnen die Herrschaft über die Stadt anzuvertrauen. Es folgen ab Blatt 59 mehrere Holzschnitte über die Kölner Geschlechterwappen, ab Blatt 136 präsentiert er die Zunftwappen.
Koehlhoff verfestigt die Legende von der Gründung der Kirche St. Gereon durch St. Helena, Mutter Konstantins des Großen (Blatt 72). Ein Holzschnitt zum Jahr 1265 zeigt das Weyertor mit dem die Stadt Köln belagernden Heer des Erzbischofs Engelbert II. von Falkenburg. Im September 1265 träumte einer der Belagerer, der Graf von Kleve, „dass die Mauern der Stadt von den Heiligen besetzt seien“ und es deshalb unmöglich erschien, die Kölner zu bezwingen. Thematisiert wird auch die Schlacht von Worringen im Jahre 1288, in der angeblich der Fahnenwagen des Erzbischofs Siegfried von Westerburg mit dem Schlüssel der Stadt Köln dargestellt wird. Der im Bild der Chronik dargestellte „Wagen mit Schlüssel“ ist jedoch nicht der Fahnenwagen des Erzbischofs, sondern der Wagen der Kölner Bürgerschaft, also seiner Widersacher. Erstmals überhaupt berichtet die Chronik vom Tod des Johannes Duns Scotus am 8. November 1308, wobei sie sich auf die Gedenkschrift am Grab des Gelehrten in der Kölner Minoritenkirche beruft. Im Jahre 1437 hatten die Domtürme 59 Meter Höhe erreicht (Blatt 176). In der Darstellung des Erzbischofs Wilhelm von Gennep wird bestätigt, dass Maternus der erste Kölner Erzbischof war. Bei dem sehr umfangreich geschilderten Kölner Weberaufstand ab Blatt 274 legt sich die Chronik – von mehreren Alternativen – für den die Schlacht beendenden Straßenkampf fehlerhaft auf Ende 1371 fest, tatsächlich trifft jedoch der 20. November 1372 zu. Auf Blatt 286 greift sie – als frühester Beleg überhaupt – die Richmodis-Sage auf, „wie eine vrawe tzo Coellen, die gestorben und begraben was und weder upgegraben, lebendich wart“. Im später – bis heute – vielzitierten Kapitel über die Erfindung des Buchdrucks („Van der boychdrucker kunst“; Blatt 311/312) schreibt der Autor, dass Mainz die Stadt des ersten Buchdrucks sei, „wiewail die kunst is vonden tzo Mentz, als vurß is, up die wijse als dan nu gemeynlich gebruicht wirt, so is doch die eyrste vurbyldung vonden in Hollant uyss den Donaten, die dae selffst vur der tzijt gedruckt syn“. Damit relativierte er die Verdienste des Johannes Gutenberg unter Berufung auf den Kölner Erstdrucker Ulrich Zell. Die Chronik entrüstete sich schließlich über einen professionellen Reliquiendiebstahl aus der Vinzenzkapelle der Pfarrkirche St. Laurenz im Dezember 1462, wobei das Haupt des St. Vincenz durch den Schweizer Reliquienräuber Johannes Bäli entwendet worden („heuft durch ein paffen overmitz ein subtilen anslach“) und über den Umweg nach Rom am 25. Mai 1463 ins Berner Münster gelangte. Am 27. August 1463 beschwerte sich hierüber der Rat der Stadt Köln in Bern vergeblich – St. Vinzenz wurde zum Berner Stadtpatron. Eine der jüngsten Nachrichten der Chronik stammt vom 5. Februar 1498, als Blinde auf dem Alten Markt ein Schwein erschlugen.

## Rezeption und Verbleib
Die Koehlhoffsche Chronik über die Stadt Köln ist eines der kompaktesten universalhistorischen Werke des Spätmittelalters. Der größte textliche Teil gehört zwar nicht zu den Primärquellen, doch gab es zuvor kein derart umfassendes Werk über die Stadtgeschichte. Aus Hagens „Reimchronik“ übernimmt sie 277 Verse wörtlich und wird deshalb als streckenweise Prosaauflösung von ihr klassifiziert. Die Chronik bediente sich auf weiten Strecken auch van Beecks „Agrippina“ als Quelle. Bis zum Jahre 1445 folgt die Kompilation den Quellen meist wörtlich, glorifiziert patriotisch die Werte Kölns im altkölnischen Dialekt und spart nicht an Klerikalkritik; denn der Erzbischof war mit großen Machtbefugnissen ausgestattet, da er die Rechte eines weltlichen Herrschers und eines hohen Kirchenfürsten in sich vereinte. Das Werk übte einen starken Einfluss auf die Geschichtsliteratur des 16. Jahrhunderts aus, die vielfach wörtlich mit ihm übereinstimmt. Sie ist neben dem Werk „Ursprung und Anfang der Stadt Augsburg“ die einzige Historiografie, die noch zur Inkunabelzeit den Weg in die Druckerpresse fand. Die Chronik wurde um 1530 zu einer „cleinen kronica“ zusammengefasst und um alle nicht Köln betreffenden Bestandteile gekürzt. „Die gemeinsamen Stilmerkmale der Holzschnitte deuten darauf hin, dass sie alle von Kölnern illustriert sind, was auch durch die zahlreichen authentischen Ansichten der Stadt weiterhin erhärtet werden dürfte.“ Die Chronik nimmt in der dürftigen Geschichtsschreibung des alten reichsstädtischen Köln den ersten Platz ein.
Ein Exemplar der Stadtchronik befindet sich in der Herzog August Bibliothek in Wolfenbüttel und wurde dort digitalisiert. Das Historische Archiv der Stadt Köln, das Kölnische Stadtmuseum, das Rheinische Landesmuseum Bonn und das Rheinische Bildarchiv besitzen ebenfalls weitere Ausgaben. Von den etwa 150 erhaltenen Exemplaren befinden sich maximal 20 in Privatbesitz, die mit Preisen von bis zu 38000 Euro kursieren.